# Medal Za Bohaterstwo (Czechy)
Medal Za Bohaterstwo (cz. Medaile Za hrdinství) – odznaczenie państwowe Czech, kontynuujące tradycje, ustanowionego w 1990 medalu czechosłowackiego o tej samej nazwie.

## Zasady nadawania
Medal nadaje prezydent Czech (w latach 1990–1992 prezydent CSRF) za bohaterstwo w walce, oraz osobom, które z narażeniem życia lub zdrowia ratowały zagrożone życie ludzkie lub mienie.
Odznaczenie jest jednostopniowe i może być nadawane zarówno obywatelom czeskim (w latach 1990–1992 obywatelom CSRF), jak i cudzoziemcom.
W kolejności odznaczeń CSRF zajmował miejsce po Orderze Milana Rastislava Štefánika. Obecnie zajmuje miejsce po Orderze Tomáša Garrigue Masaryka.

## Insygnia

### CSRF (1990–1992)
Medal o średnicy 33 mm wykonany jest ze srebra. Na stronie licowej widnieje stylizowana kolumna zwieńczona liściem lipy, w której zatopiono trzy niewielkie granaty czeskie. Na rewersie widnieje herb CSRF. Pod nim, pomiędzy dwoma lipowymi listkami, widnieje kolejny numer nadania odznaczenia. Medal jest zawieszony na ciemnej żółto-złotej wstążce o szerokości 38 mm z trójkolorowym (biało-czerwono-niebieskim) paskiem o szerokości 9 mm pośrodku. Na baretkach medalu nadanego żołnierzom Sił Zbrojnych CSRF, umieszczane jest srebrne okucie w postaci miniaturki skrzyżowanych mieczy.

### Czechy (od 1994)
Medal o średnicy 33 mm wykonany jest ze srebra. Na stronie licowej widnieje popiersie czeskiego lwa. Pod nim napis ZA HRDINSTVÍ (ZA BOHATERSTWO). Na rewersie widnieje czteropolowy Wielki Herb Czech. Medal jest zawieszony za jasnej żółto-złotej wstążce o szerokości 38 mm z trójkolorowym (biało-czerwono-niebieskim) paskiem o szerokości 9 mm pośrodku.